# Euchromia splendens
Euchromia splendens är en fjärilsart som beskrevs av Butler 1888. Euchromia splendens ingår i släktet Euchromia och familjen björnspinnare. Inga underarter finns listade i Catalogue of Life.